# Kurt Andler
Kurt Andler (* 10. Januar 1894 in Ludwigsburg; † 26. Juni 1984 in Esslingen) war ein deutscher Ingenieur. 1929 stellte er in einer Dissertation  die zugrundeliegenden Zusammenhänge der Losgrößenformel im deutschsprachigen Schrifttum erstmals dar; diese wird nach ihm auch Andler-Formel (klassische Losformel) genannt. Vor ihm hatte sich Ford W. Harris mit der Vorgehensweise beschäftigt.